# Marsdenia tolimensis
Marsdenia tolimensis är en oleanderväxtart som beskrevs av G. Morillo. Marsdenia tolimensis ingår i släktet Marsdenia och familjen oleanderväxter. Inga underarter finns listade i Catalogue of Life.